# Elasticidad micropolar
La elasticidad micropolar es una extensión de la elasticidad clásica que incluye grados de libertad adicionales para representar la reorientación de la microestructura de ciertos sólidos o materiales con microestructura. Si en elasticidad clásica se requiere especificar en cada punto 3 desplazamientos, la elasticidad micropolar requiere adicionalmente 3 grados de libertad adicionales para dar cuenta de la reorientación local de la microestructura.

## Introducción
La elasticidad micropolar fue iniciada en un trabajo de 1909 de los hermanos Cosserat. Aunque este trabajo fue ampliamente ignorado y sólo décadas más tarde fue ampliamente valorado. A finales de los años 1950 y principios de los años 1960, Gunther (1958), Grioli (1960), Rajagopal (1960), Aero and Kuvshinskii (1960), Mindlin & Tiersten (1962), Toupin(1962) hicieron generalizaciones en la línea iniciada por los Cosserats. Posteriormente, Eringen (1962), Koiter (1964), Palmov (1964) y  Nowacki (1974) generalizaron la teoría incluyendo nuevos grados de libertad. La formulación iniciada con Eringen & Suhubi (1964) y Suhubi & Eringen (1964) dio lugar a una teoría no lineal de la microelasticidad, más generalmente conocida como mecánica de medios microcontinuos que generaliza la mecánica de medios continuos clásica. En esta mecánica de medios microcontinuos los movimientos de los microlementos y la microestructura son tomados en cuenta como grados de libertad independientes de los desplazamientos que describen la deformación general.
El mayor número de grados de libertad implica que el estado elástico no queda descrito unívocamente por el tensor de deformación, sino que junto con el tensor de deformación se define un tensor de microdeformación y junto con el tensor de tensiones se define un tensor de torque tensional (couple stress tensor). La elasticidad clásica es un caso particular en que tanto el tensor de microdeformación como el tensor de torque tensional son nulos.

### Deformación y microdeformación
El tensor deformación se relaciona al igual que en elasticidad clásica se forma a partir de las derivadas de los desplazamientos y los giros de la microestructura mediante la relación:

{\displaystyle e_{ij}={\frac {\partial u_{j}}{\partial x_{j}}}+\epsilon _{ijk}\phi _{k}}

donde en la expresión anterior se ha usado el convenio de sumación de Einstein (que se seguirá usando en el resto del artículo) y además:
{\displaystyle \mathbf {u} =(u_{x},u_{y},u_{z})}, es el vector desplazamiento.
{\displaystyle \{\phi _{x},\phi _{y},\phi _{z}\}}, son los ángulos que dan la reorientación local de la microestructura.
{\displaystyle \epsilon _{ijk}}, es símbolo de Levi-Civita.
El tensor de deformaciones de la elasticidad clásica es de hecho la parte simétrica del tensor anterior:

{\displaystyle \epsilon _{ij}=e_{(ij)}={\frac {1}{2}}\left({\frac {\partial u_{j}}{\partial x_{i}}}+{\frac {\partial u_{j}}{\partial x_{i}}}\right)}

El tensor de microdeformación se define a partir de las derivadas de los ángulos de reorientación:

{\displaystyle k_{ij}={\frac {\partial \phi _{j}}{\partial x_{i}}}}

Nótese que ni el tensor deformación, ni el tensor microdeformación tienen porqué ser simétricos (a diferencia de lo que sucede en la elasticidad clásica).

### Ecuación de equilibrio
Las ecuaciones de equilibrio para el tensor de tensiones ordinario resultan idénticas a la de la elasticidad clásica. Esta ecuación debe suplementarse con una ecuación de equilibrio que involucre al tensor de torque tensional:

{\displaystyle {\begin{cases}{\cfrac {\partial \sigma _{ij}}{\partial x_{j}}}+b_{i}=\rho {\ddot {u}}_{i}\\{\cfrac {\partial \mu _{ij}}{\partial x_{j}}}+\epsilon _{ijk}\sigma _{jk}+l_{i}=I_{ij}{\ddot {\phi }}_{j}\end{cases}}}

## Predicciones empíricas
- En sólidos cristalinos existe dispersión de fonones, la teoría clásica de la elasticidad precide dos tipos de ondas, el longitudinal acústico y el transversal acústico, pero en sólidos cristalinos cuya celda elemental está formada por más de un átomo y por tanto existe la posibilidad de reorientación de la microestructura, existen además dos modos adicionales de dispersión (el longitudinal óptico y el transversal óptico).[2] Además estos modos presentan una velocidad de grupo opuesta a la velocidad de fase, a diferencia de lo que sucede con los modos acústicos.

## Aplicaciones
- La elasticidad micropolar ha sido aplicada a la descripción de materiales granulares, donde los grados adicionales de libertad pueden representar la reorientación de los granos que forman el material.